# Marnix van der Gun
Marnix van der Gun (Den Haag, 4 april 1978) is een voormalige Nederlandse voetballer, die als een aanvaller speelde.

## Carrière
Van der Gun begon te voetballen in de jeugd bij HVV waarna hij de overstap maakte naar de jeugdafdeling van ADO Den Haag. Op 1 juli 1994 ging hij weer terug naar zijn oude voetbalclub HVV.
In 2001 ging hij voetballen bij HFC Haarlem maar door blessureleed kwam hij weinig aan spelen toe. In 2003 keerde hij terug bij Quick Boys. In 2004 won Quick Boys een Algemeen zaterdagkampioenschap. Van de supporters van Quick Boys kreeg van der Gun de bijnaam 'Gunnaaa' nadat hij het winnende doelpunt had gescoord tegen VV Katwijk.
Van der Gun beëindigde zijn voetbalcarrière in 2014.

## Priveleven
Hij is een broer van Cedric van der Gun.
Van der Gun speelde ook cricket.